# Blackfoot (Idaho)
Blackfoot è una città (city) degli Stati Uniti d'America, capoluogo della contea di Bingham, nello Stato dell'Idaho.